# Automobilismo
O automobilismo (também conhecido como corridas de automóveis ou desporto motorizado) é um desporto relacionado com competição com automóveis. É um dos desportos mais populares do mundo e talvez aquele em que a comercialização seja mais intensa e de forte influência midiática.
Apesar de o regulamento do COI (Comitê Olímpico Internacional) prever que:
“qualquer esporte, disciplina ou evento em que o desempenho dependa essencialmente de propulsão mecânica não será aceito”, desde 2011 o automobilismo é reconhecido como esporte pela entidade máxima olímpica.

## História

### Princípio
As corridas de automóveis iniciaram-se quase imediatamente depois da construção dos primeiros carros movidos a gasolina bem sucedidos influenciados pelas já populares corridas de carro de corrida.

### A corrida Paris-Ruão

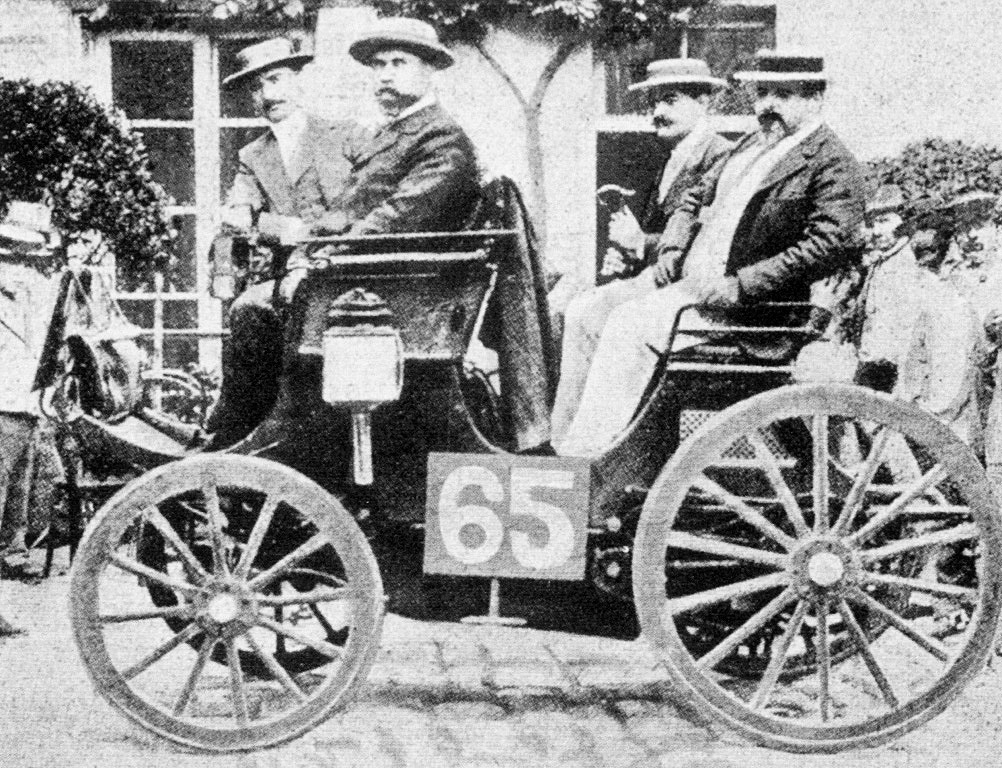
Albert Lemaître ganhou a corrida Paris-Rouen com seu carro Peugeot de 3HP

Em 1894, foi organizada a primeira competição na França pela revista parisiense Le Petit Journal entre Paris para Ruão , um teste de confiabilidade para determinar o melhor desempenho, na época foi chamada de Concours des Voitures sans Chevaux (Competição de Carros sem Cavalos). 69 carros começaram a corrida de 50 km que iria determinar os classificados para a corrida principal de 127 km, apenas 25 se classificaram. O conde Jules-Albert de Dion foi o primeiro a chegar em Ruão no tempo de 6 horas e 48 minutos, numa velocidade média de 19 km/h, contudo sua vitória não foi contabilizada já que o seu carro continha um acessório proibido, por essa razão o título da corrida foi dado a Albert Lemaître, que chegou na segunda colocação.

### Outras corridas

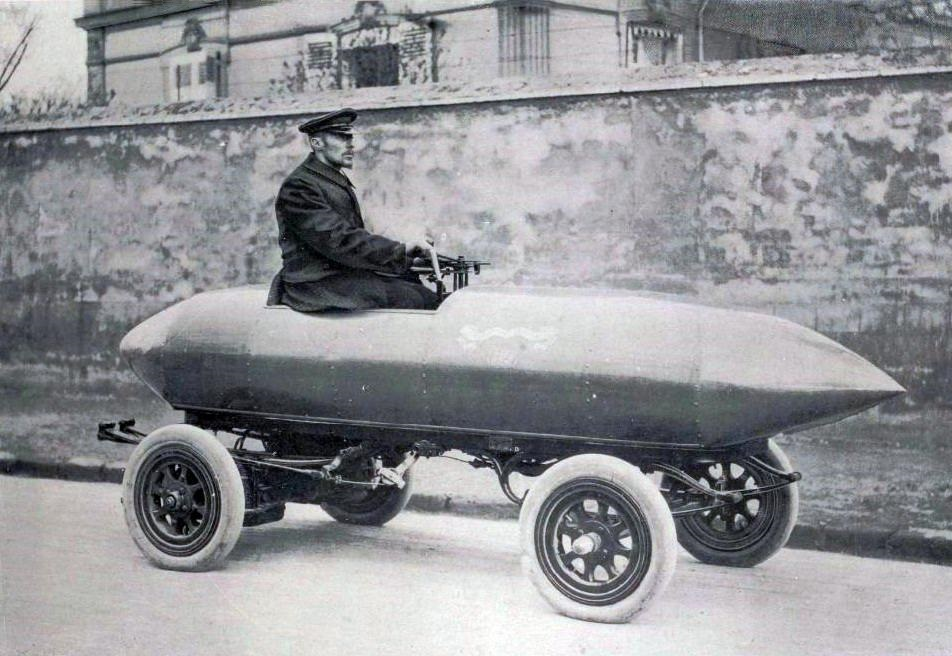
Camille Jenatzy a bordo do La Jamais Contente

Em 1895 realizou-se a primeira corrida propriamente dita, entre Paris e Bordéus. A corrida tinha um trajeto de 1 178 km e 46 concorrentes, mas apenas 22 deles iniciaram a prova. O primeiro a chegar foi Émile Levassor, mas foi desclassificado porque o seu carro não obedecia às exigências da competição. Assim, o prêmio foi para o segundo colocado.
A primeira corrida de automóveis na América é geralmente considerada a corrida do Chicago Times-Herald, um percurso de 54,36 milhas realizado no Dia de Ação de Graças em 28 de novembro de 1895. A cobertura do evento pela imprensa despertou pela primeira vez um interesse americano significativo no automóvel.
O veículo elétrico La Jamais Contente, de aerodinâmica automotiva avançada e projetado por Camille Jenatzy, foi o primeiro automóvel a superar a velocidade de 100 km/h, em Paris a 29 de Abril de 1899.

### Corridas entre cidades
Com a construção de automóveis e as corridas dominadas pela França, o clube automóvel francês (ACF), realizou algumas grandes corridas internacionais, em geral partindo ou chegando a Paris e tendo a outra extremidade noutra grande cidade na Europa ou na França.
Estas corridas de grande sucesso terminaram em 1903 quando Marcel Renault se envolveu num acidente fatal perto de Angoulême durante a corrida Paris - Madrid. Oito mortes levaram o governo francês a interromper a corrida em Bordéus e a banir as corridas de estrada em 1900.

### Primeiros circuitos

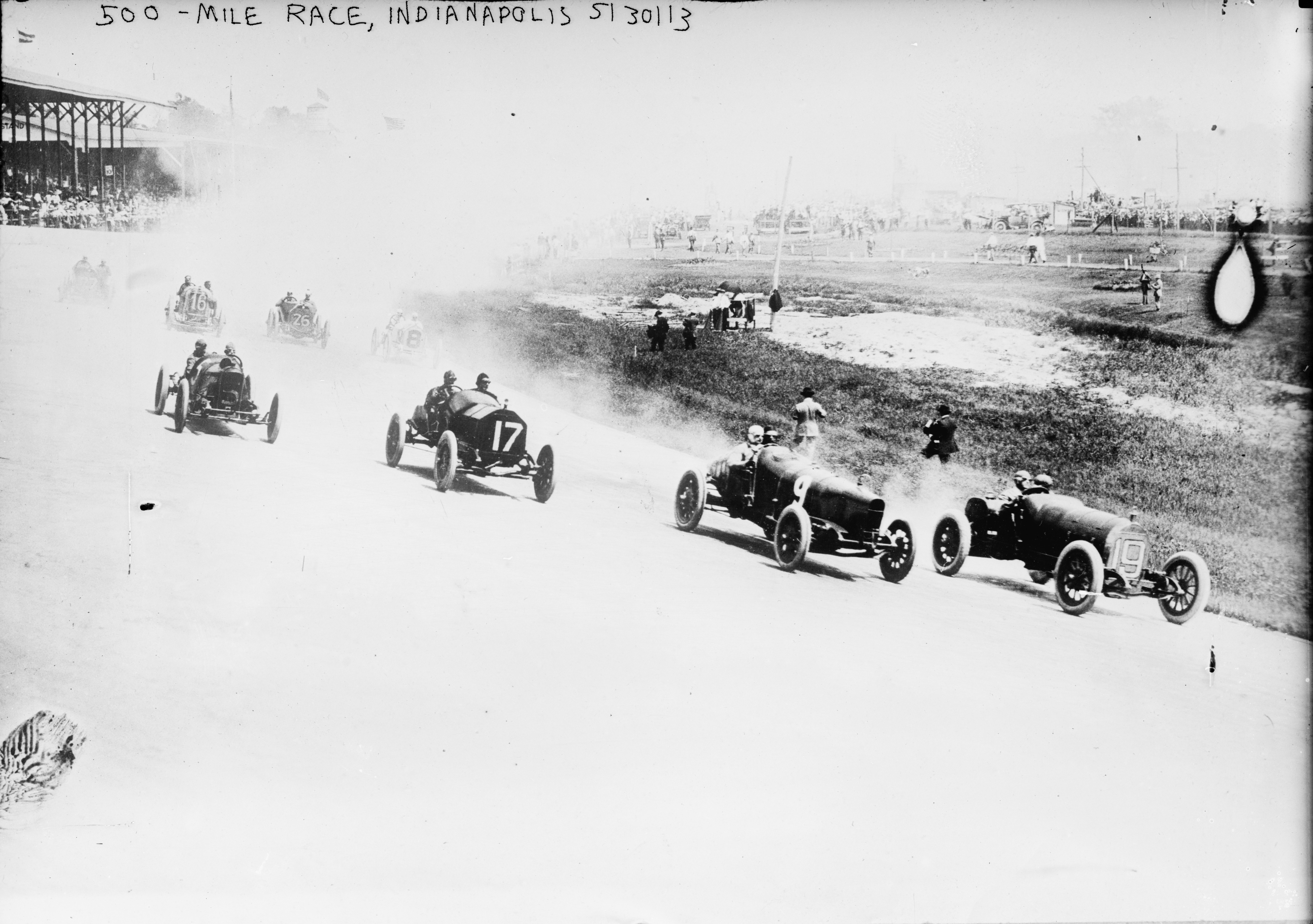
500 Milhas de Indianápolis de 1913

Devido a grande quantidade de acidentes que as corridas de rua causavam, muitas cidades chegaram a proibir corridas de rua, viu-se que era mais seguro se realizar corridas em espaços fechados, muitos desses espaços eram os hipódromos utilizados para corridas de cavalos, no Knoxville Raceway é relatado que existiam corridas de carros desde o século XIX.
Nos Estados Unidos, em 1903, baseados no formato oval dos hipódromos é construído o Milwaukee Mile, considerado o primeiro autódromo do mundo, em 1907 é construído o oval de Brooklands na Inglaterra que foi o primeiro circuito feito especialmente para corridas de carros, contando, inclusive, com inclinação nas curvas, em 1909 é construído o Indianapolis Motor Speedway nos Estados Unidos.
Em 1922 é construído o Circuit de Spa-Francorchamps na Bélgica, em 1923 o Circuit de la Sarthe na França, em 1927 o circuito de Nürburgring na Alemanha, em 1929 o Autodromo Nazionale Monza na Itália.

### Taça Gordon Bennett de Automobilismo (1910 - 1950)
Os assistiram à diferenciação radical dos veículos desportivos a partir dos carros de estrada de luxo, com a Delage, a Auto Union, a Mercedes-Benz, a Delahaye e a Bugatti a construir veículos aerodinâmicos dotados de motores com mais de 450 kW de potência, com o auxílio de superchargers múltiplos. O máximo peso autorizado era de 760 kg, uma regra diametralmente oposta aos regulamentos modernos de competição. Era necessário o uso intenso de ligas de alumínio para conseguir baixar o peso e, no caso do Mercedes, até a tinta foi removida para satisfazer as limitações no peso.

### Pós Segunda Guerra
Com o fim da Segunda Guerra Mundial houve um rápido crescimento do automobilismo no mundo, numa forma de unificar as corridas de Grand Prix foi criada em 1950 a Fórmula 1, em 1953 o Campeonato Mundial de Resistência foi criado, contando com vários grupos de corrida, em 1973 foi criado o Campeonato Mundial de Rali.

## Organização e regulação

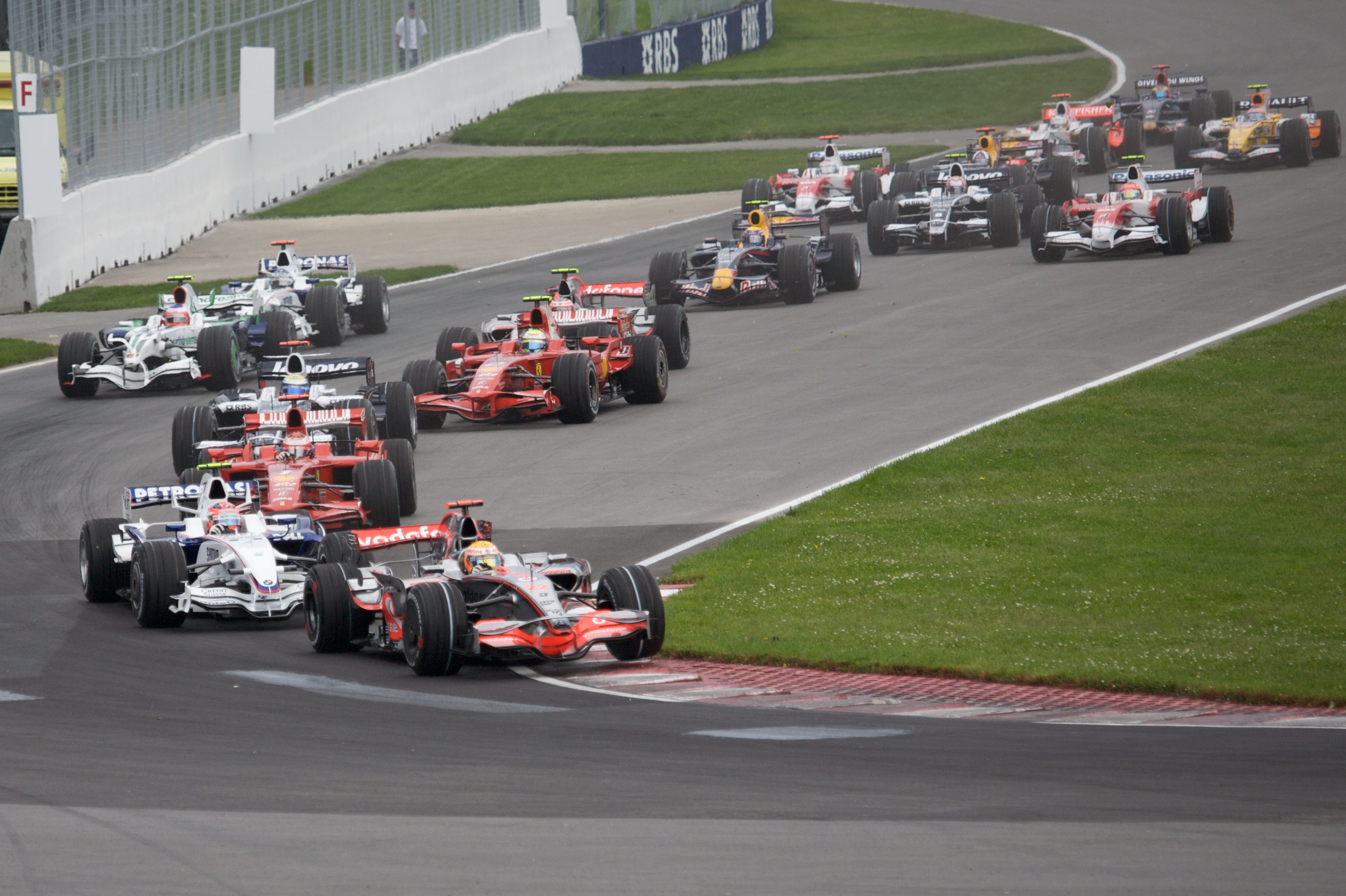
Começo da prova do Grande Prêmio do Canadá de 2008. A Fórmula 1 é uma das mais conhecidas modalidades automobilísticas

O desporto automotor é regulado mundialmente pela FIA - Fédération Internationale de l'Automobile - Federação Internacional do Automóvel, que promove e homologa os carros, as pistas e as condições das corridas. O evento máximo organizado pela FIA é a Fórmula 1. Cada nação que organiza este tipo de esporte tende a organizar também uma instituição filiada à FIA que homologa e regula o automobilismo em seu território. No Brasil a Confederação Brasileira de Automobilismo (CBA) e em Portugal a Federação Portuguesa de Automobilismo e Karting (FPAK), são as instituições responsáveis por isso.

### Bandeiras
O Código de Automobilismo também regula as sinalizações usadas durante as competições. Quando algo que ocorre na pista necessita da atenção de todos os pilotos, são exibidas bandeiras coloridas próximas ao acontecimento ou na linha de chegada/largada ou especificamente para algum piloto. Os pilotos também podem ser avisados pelo rádio, pelos chamados spotters, mas como estes avisos normalmente são críticos e o rádio pode apresentar problemas durante a competição, usa-se o método das bandeiras que é mais prático e seguro.
As bandeiras são mais habitualmente usadas para avisar os pilotos sobre a entrada ou a saída do safety car na pista. As bandeiras usadas atualmente são:
| Bandeira | Descrição |
| -------- | --- |
|          | Bandeira amarela Perigo logo a frente. Reduza a velocidade! |
|          | Bandeira azul Dê passagem (o retardatário) a um carro mais veloz que quer ultrapassar! Atualmente, o piloto deverá permitir a passagem até três curvas após lhe ser mostrada a bandeira ou arrisca penalizações. |
|          | Bandeira verde Pista livre. Geralmente mostrada após o Safety Car sair da pista ou após um trecho em bandeira amarela.                                                                                           |
|          | Bandeira vermelha Corrida paralisada. Devido a acidente, chuva ou má condição da pista. |
|          | Bandeira listrada em amarelo e vermelho Cuidado! Óleo na pista ou pista escorregadia. |
|          | Bandeira branca Carro lento em pista. Pode ser um monolugar, uma ambulância ou qualquer outro carro de serviço na pista. Nas categorias norte-americanas, esta bandeira indica a última volta.                   |
|          | Bandeira xadrez (ou quadriculada) Fim da prova. |
|          | Bandeira metade preta, metade branca na diagonal O piloto tomou alguma atitude antidesportiva, a qual deve ser corrigida o mais rápido possível para não haver desclassificação.                                 |
|          | Bandeira preta Desclassificação do piloto ao qual foi indicada. |
|          | Bandeira preta com um círculo laranja Algum problema técnico. O piloto deverá voltar as boxes. |

## Autódromos e pistas

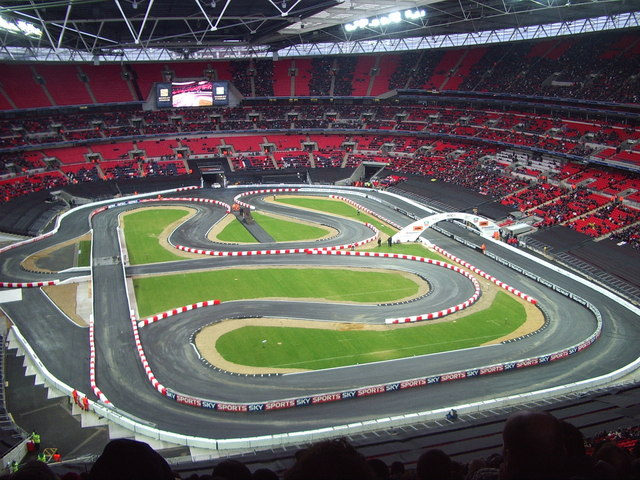
Estádio de Wembley, adaptado para evento de automobilismo.

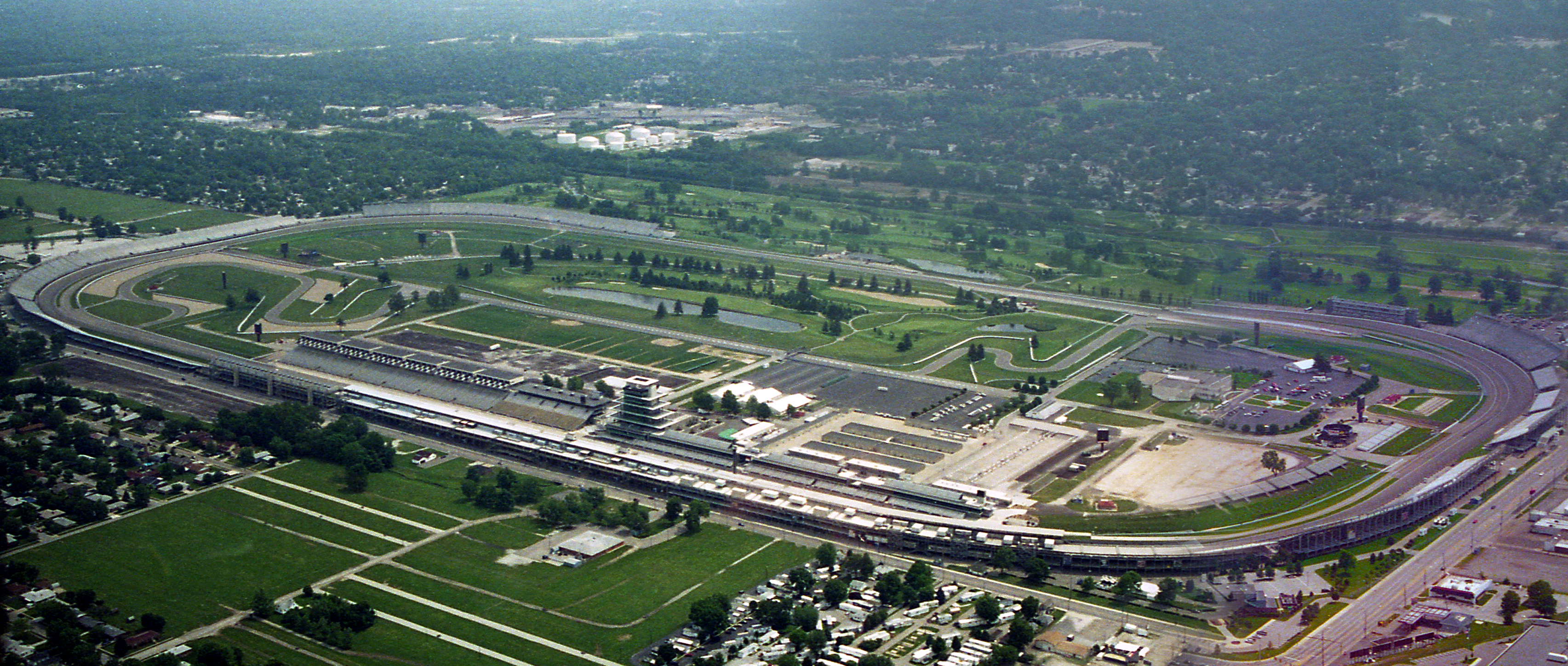
Visão aérea do Indianapolis Motor Speedway que combina circuito oval com misto.

O evento automobilístico pode ser realizado em autódromos, circuitos fechados construídos especificamente para as provas de velocidade e habilidades de condução dos veículos, ou circuitos de rua, como o do Grande Prêmio de Mônaco.
Os autódromos podem ser ovais como o Talladega Superspeedway nos Estados Unidos, misto, com várias curvas e retas como o de Autódromo do Estoril em Portugal e combinado oval com misto (os chamados rovais) como o circuito de Indianápolis também nos Estados Unidos. O piso pode variar entre asfalto, terra, ou uma combinação dos dois, tanto em circuitos mistos, quando nos ovais.
Também podem ser usados estádios adaptados como na Race of Champions, algumas divisões da NASCAR, de sprint cars, ou em competições de speedway.
As categorias e modalidades como os ralis que colocam à prova a resistência de condutores e veículos usam pistas e circuitos em vários terrenos. Os fora de estrada usam terrenos acidentados naturais ou preparados.

## Categorias
Existem várias categorias de competição no desporto automotivo. Todas as categorias devem ser adequadas as regulações do Appendix J do Código Internacional de Automobilismo.
Veja também:
- Lista de competições do automobilismo internacional
- Lista de competições automobilísticas por país

### Corridas de monoposto

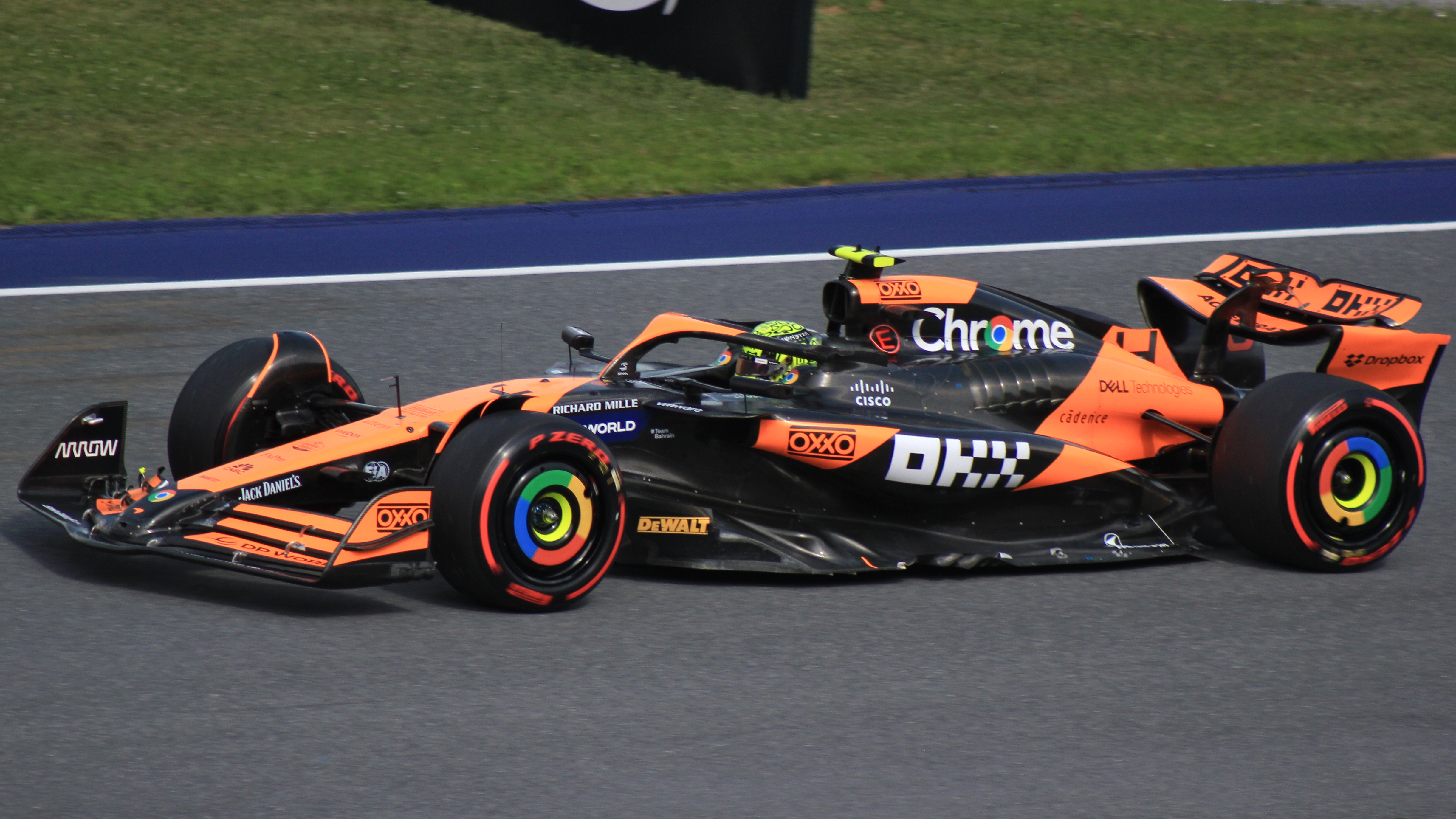
Um carro moderno de Fórmula 1

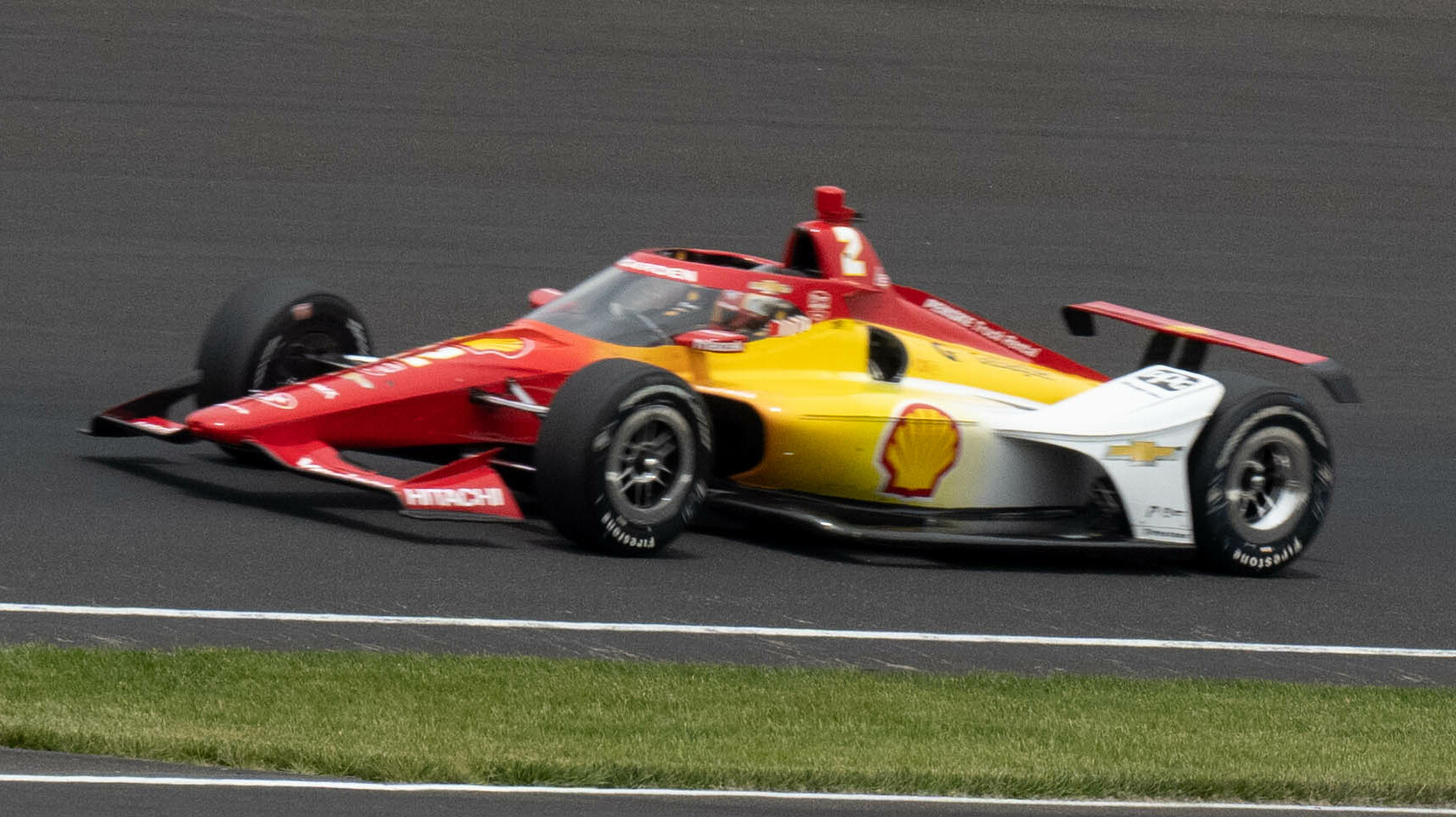
Carro da IndyCar Series.

As corridas de monoposto (ou monolugares, muitas vezes conhecidos por Fórmulas) são talvez o aspecto mais bem conhecido do automobilismo, com carros desenhados especificamente para corridas de alta velocidade. As rodas não são cobertas, e os carros têm asas aerodinâmicas à frente e atrás para produzir uma força para baixo e aumentar a adesão à pista.
As corridas de monoposto realizam-se em circuitos especialmente construídos, ou em circuitos citadinos fechados para o efeito. Muitas das corridas de monoposto na América do Norte têm lugar em circuitos ovais como a Indy Racing League.
As mais bem conhecidas corridas de monoposto são as de Fórmula 1, que se desenvolvem num campeonato do mundo anual em que participam alguns dos principais fabricantes de automóveis e de motores do mundo, numa batalha que é tanto tecnológica como de desempenho na pista. Na América do Norte, os carros Champ Cars e os da Fórmula Indy assemelham-se aos de F1 mas são sujeitos a muito mais restrições.
Existem outras categorias de monoposto, incluindo as corridas de karts que empregam pequenas máquinas de baixo custo em pequenas pistas. 

### Ralis

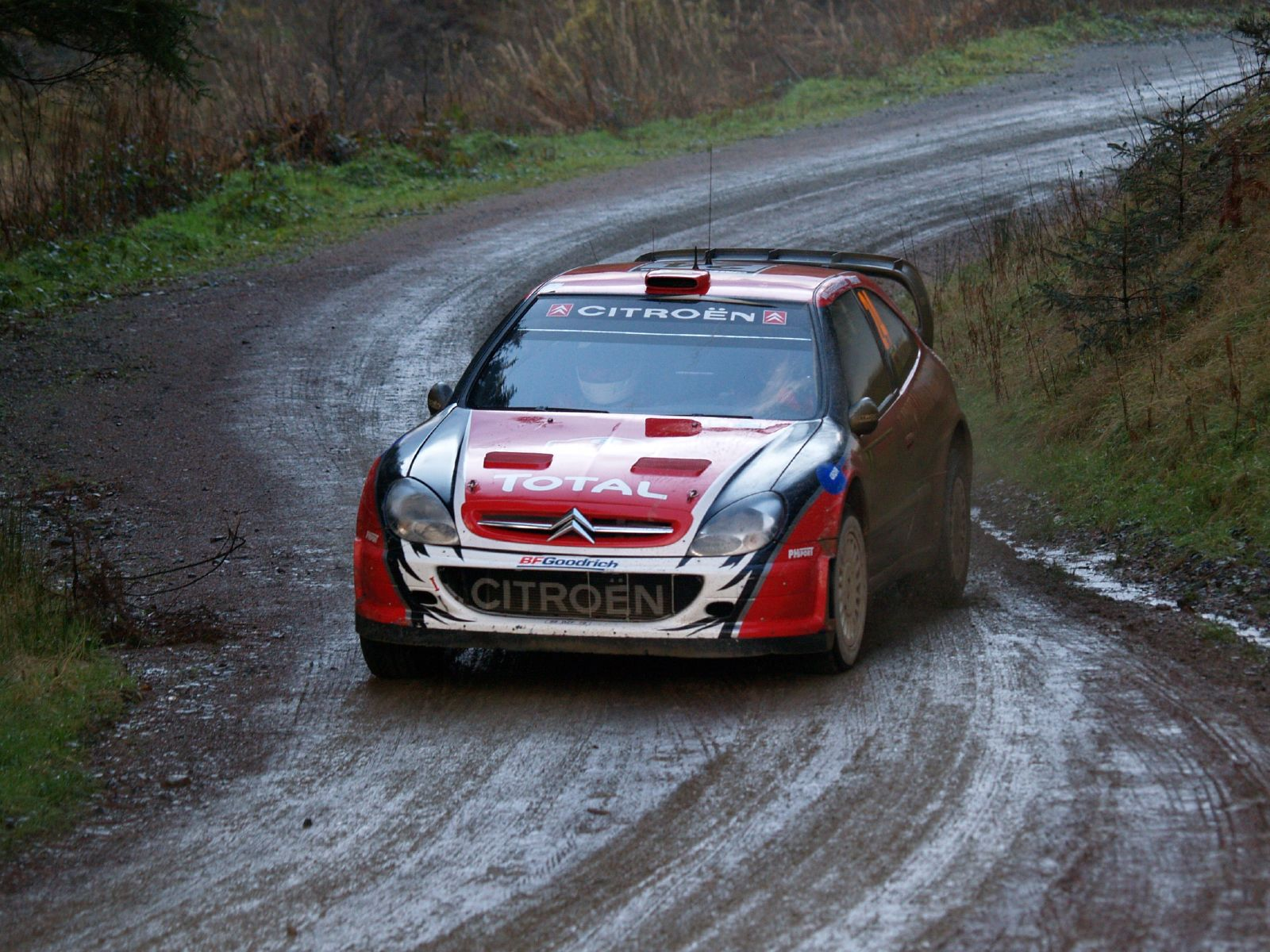
Carro de rali

Os ralis, ou rallyes são corridas de carros de produção profundamente modificados em estradas públicas (fechadas) ou em áreas sem estrada. Um rali típico tem lugar em várias etapas, que os participantes podem analisar antes da competição. O navegador / co-piloto usa as notas tiradas durante o reconhecimento para ajudar o piloto a completar a etapa o mais depressa possível. A competição é geralmente baseada nos tempos, embora ultimamente tenham aparecido algumas etapas com competição directa.
O principal campeonato de ralis é o Campeonato Mundial de Rali (WRC), mas também existem campeonatos regionais e muitos países têm os seus próprios campeonatos nacionais.
Há alguns ralis famosos: o Rali de Monte Carlo ou o Rali de San Remo. Outro acontecimento semelhante a um rali (na realidade um raide) é o Rali Dakar.
Existem ainda muitas categorias de ralis menores, populares entre os amadores, constituindo a base dos desportos motorizados.
Há que considerar também o Rali Rota dos Vinhos Verdes, uma das mais importantes provas de Regularidade Histórica para Automóveis Antigos e Clássicos que se realiza anualmente em Portugal. As Regularidades Históricas cada vez assumem mais adeptos e aficcionados em todo o mundo e possibilitam uma nova abordagem desta temática.

### Corridas em pisos de terra

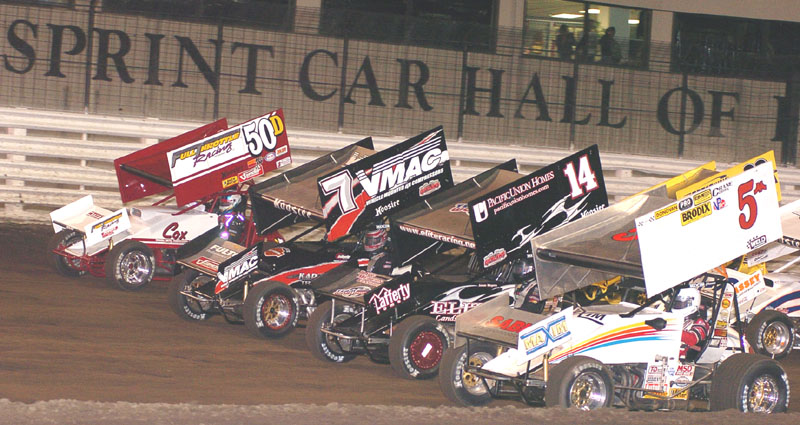
Corrida de sprint cars em circuito de terra.

As corridas em piso de terra estão divididas em duas grandes categorias: corridas em circuitos fechados (geralmente designada de offroad) ou corrida em terrenos abertos, em etapas em linha, designadas por provas de todo-o-terreno.

#### Circuitos de terra
Ver também: Off-Road em Portugal
Neste tipo de corridas participam geralmente carros modificados para a dureza do piso, consistindo em completar um determinado número de voltas a um circuito que poderá ser totalmente em terra (recebendo em Portugal a designação de Autocross), pistas mistas de terra e asfalto (Ralicross), ou pistas em terra, disputadas por carros especialmente concebidos para esse fim (Kartcross).
No Brasil também existe uma categoria chamada "Velocidade na Terra", onde veículos correm em circuitos fechados, de terra batida, sem os tradicionais obstáculos dos Ralies, onde vence quem primeiro completar o número de voltas estipuladas. Os principais campeonatos regionais são disputados no Paraná e em Santa Catarina, onde os carros são divididos em diversas categorias, quer sejam: KartCross, Formula Tubolar, Marcas, Turismo, Novatos, Hot Dodge, Stock Car, Fusca Velocidade e Autocross.

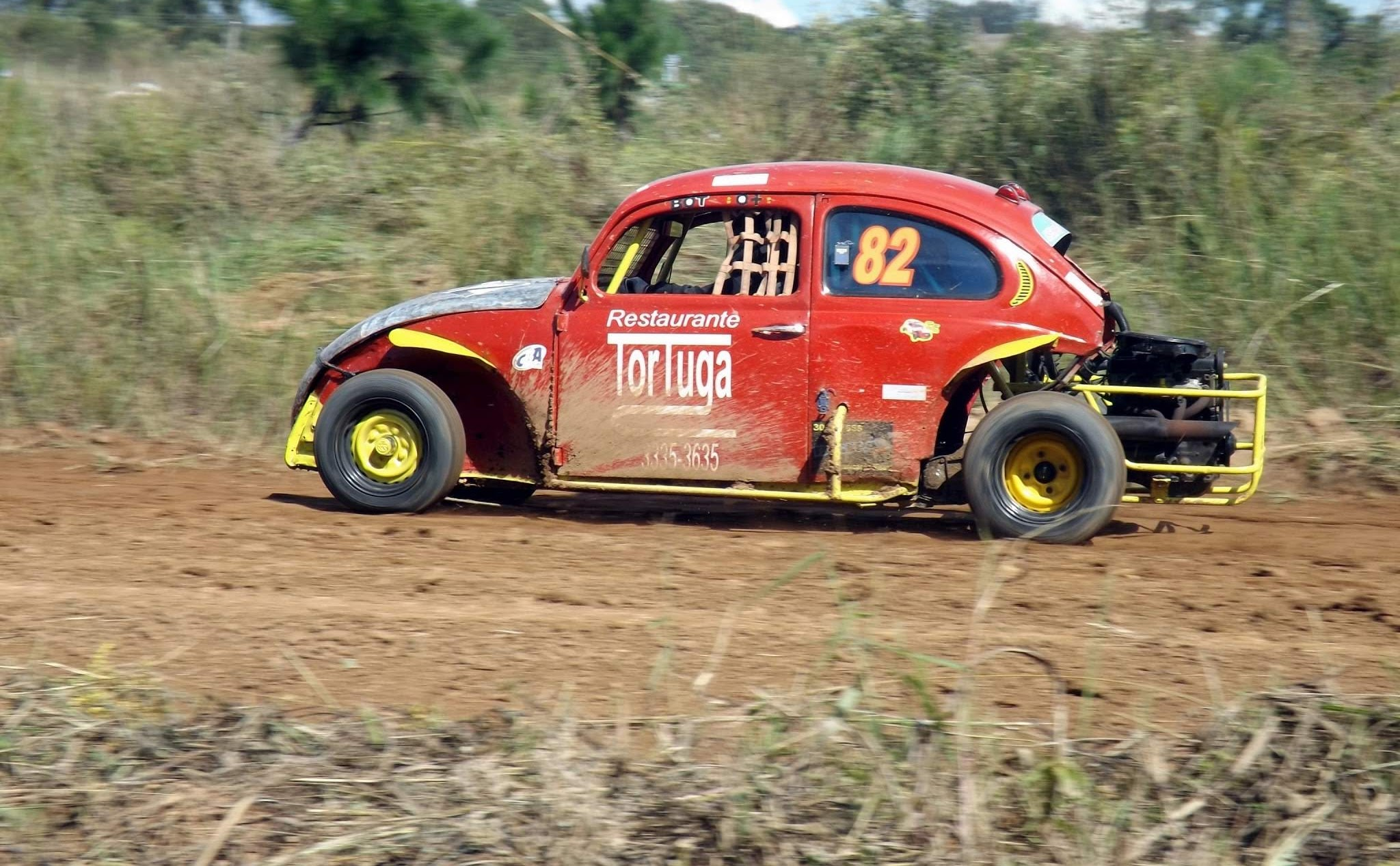
Fusca Velocidade durante uma bateria de Velocidade na Terra em Mafra (SC)

Ao redor do mundo, há ainda a categoria chamada de rallycross, que é uma corrida com vários carros de rali, todos simultaneamente em um circuito fechado (geralmente de terra, embora também haja rallycross em pistas com asfalto), vence quem chegar na frente ao final do número de voltas estipuladas. Um dos campeonatos mais famosos de rallycross é o Campeonato Mundial de Rallycross, organizado pela FIA.

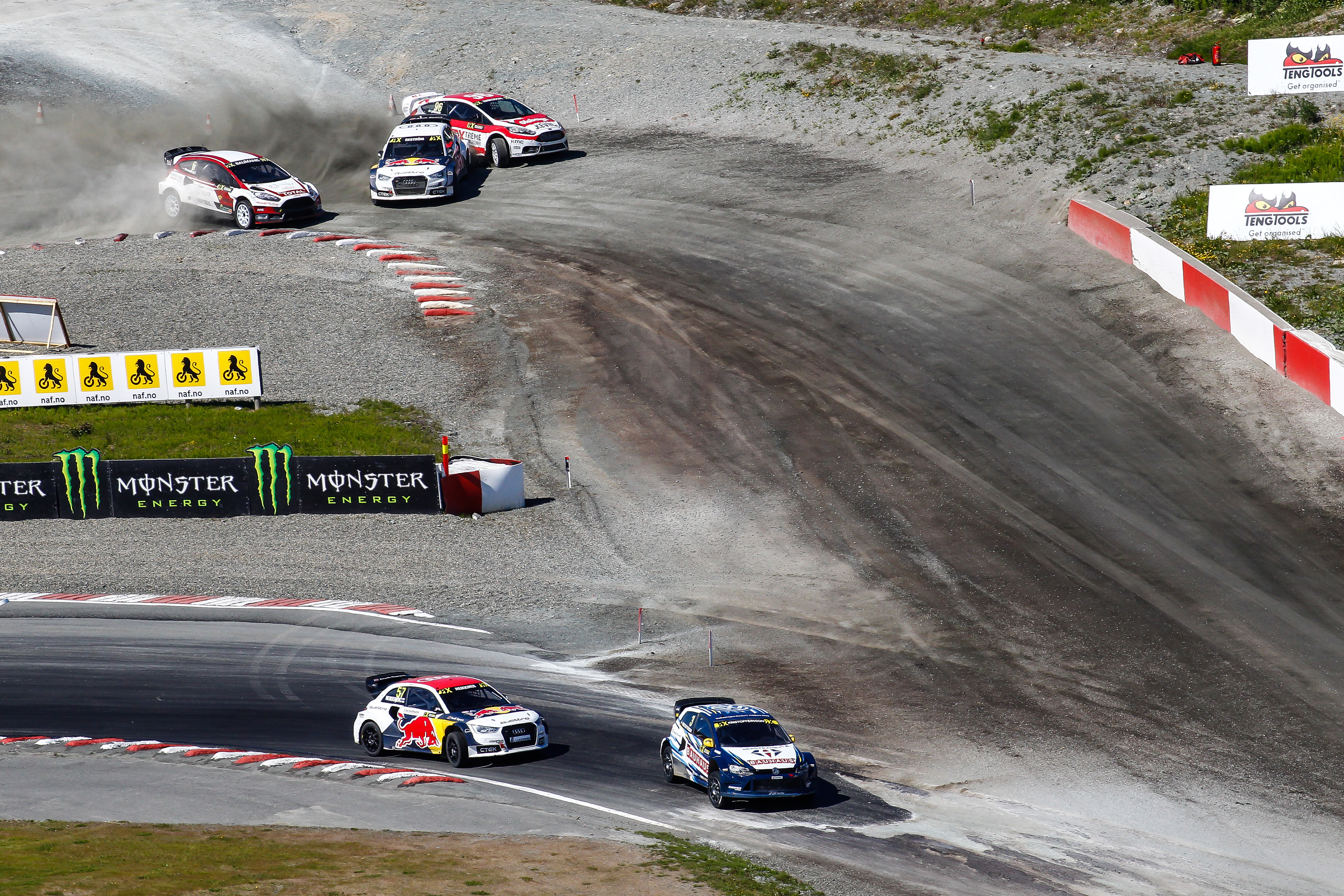
Uma corrida de rallycross do Campeonato Mundial de Rallycross em 2016, na Noruega

#### Todo-o-terreno

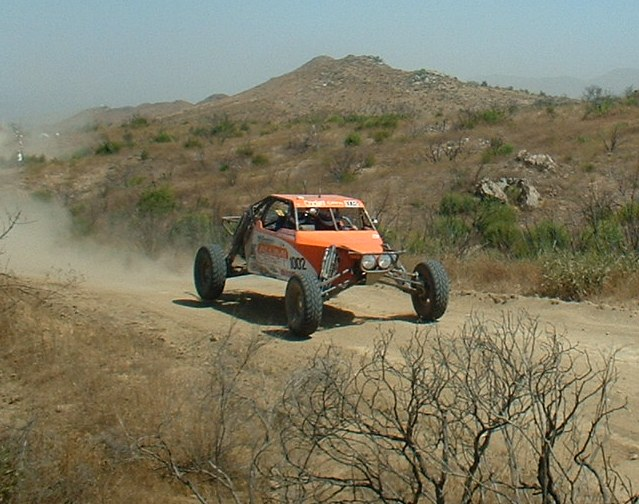
Baja 1000 no México

As provas de todo o terreno são praticadas em percursos que atravessam campos, montanhas, alagados, pedreiras, desertos e outros terrenos que proporcionem dificuldades para sua transposição. Os carros utilizados são normalmente do tipo jipe, com tração nas quatro rodas ou Buggy's especialmente concebidos para o efeito. Neste tipo de provas, é comum participarem também motos, camiões e quad's (ou moto-quatro).
A maioria de provas deste género concentra-se em duas grandes categorias: as provas designadas de Cross-Country ou Bajas" e os "Rali-Raide". A grande diferença entre estas categorias encontra-se na extensão da prova e na exigência mecânica da mesma. As provas de Cross-Country ou Bajas são provas que decorrem numa geografia mais ou menos limitada, com a duração média entre 1 e 3 dias, e um parque de assistência fixo. Este tipo de provas constituem a maior parte dos troféus de competições todo-o-terreno nacionais. São exemplos deste tipo de provas a Baja Portalegre 1000 ou o Rali Transibérico, em Portugal, o Rally dos Sertões no Brasil ou a Baja 1000 no México.
Já as provas Rali-Raide são marcadas por longas provas classificativas, estendendo-se por mais de uma semana, atravessando países ou continentes, exigindo parques de assistência que vão-se deslocando de acordo com o percurso da prova. Os principais factores que ditam a classificação final são a regularidade e fiabilidade dos equipamentos em detrimento da velocidade de ponta. São exemplos destes ralis o Rali Dakar, o Rali Rota da Seda ou o África Eco Race.
A prova 24 horas de Todo-o-Terreno de Fronteira consiste numa corrida num circuito fechado mas de perfil cross-country (designado de Terródromo), no qual participam todo o tipo de automóveis (desde jipes, SUV's a carros citadinos) correndo durante 24 horas, apenas com paragens para reabastecimentos, troca de pilotos ou manutenção, vencendo a equipa que conseguir o maior nº de voltas durante esse período. É a prova do género mais conceituada internacionalmente.

### Corridas na neve

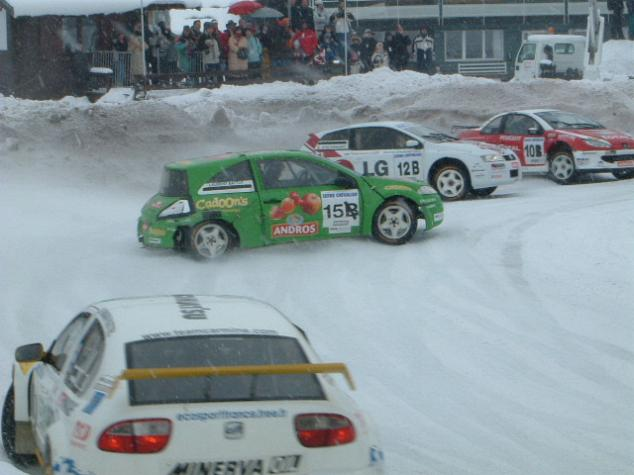
Troféu Andros na França

Nesta modalidade participam carros com configurações semelhantes às dos carros de rali, em circuitos em piso de terra, que se encontra geralmente coberto de neve ou gelo. O troféu mais conceituado é o Troféu Andros disputado, em circuitos nos Alpes e Pirenéus.

### Rampas

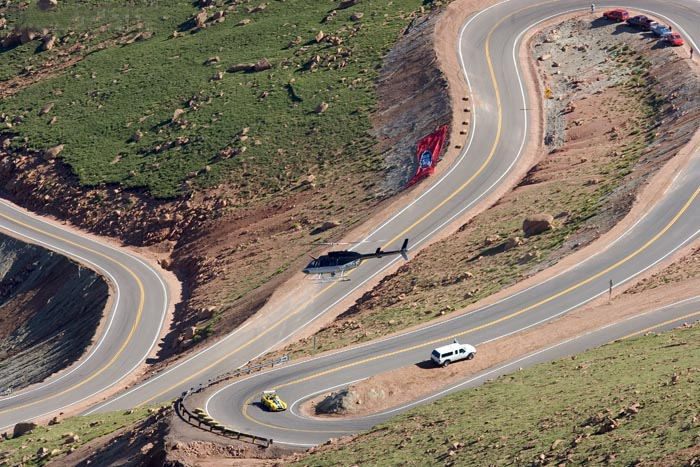
Pikes Peak International Hill Climb nos Estados Unidos

As Rampas ou Corridas de Montanha, corresponde numa etapa em linha (partida diferente da chegada) disputada com declive ascendente, cujo objetivo é o de efetuar o menor tempo do percurso. Cada veículo efetua o trajeto sozinho (em modalidade semelhante aos ralis). Este tipo de provas é aberto a praticamente todos os automóveis desde Fórmulas, carros de Turismo ou GT, Sport-Protótipos (Barquetas), Clássicos ou até carrinhas (Desafio Ford Transit). As provas de maior reconhecimento são a Rampa da Falperra (em Braga, Portugal) ou a Subida Internacional de Pikes Peak nos Estados Unidos.

### Corridas de carros de desporto

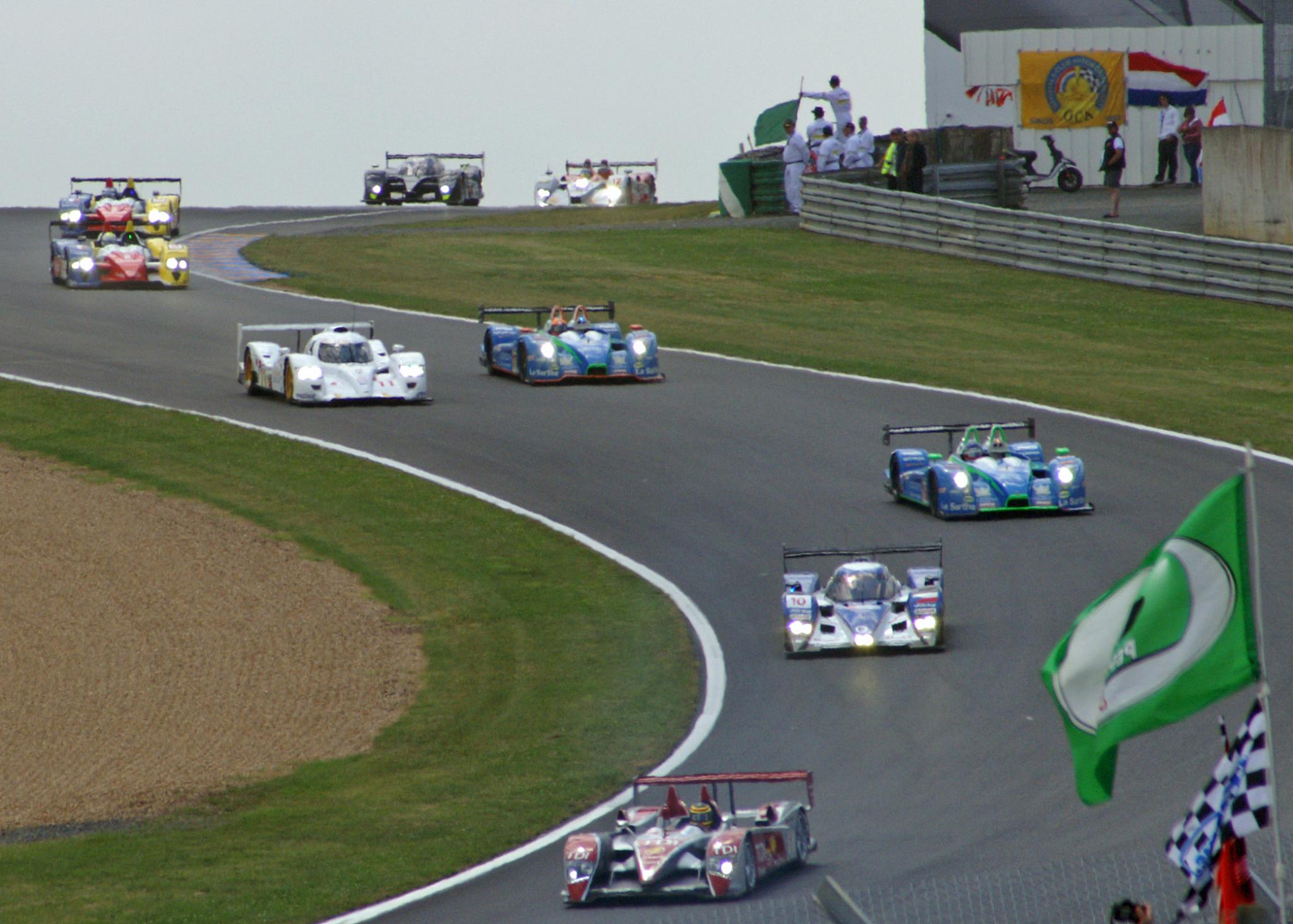
As 24 Horas de Le Mans

Nesta modalidade as versões de produção de carros de desporto e protótipos competem em circuitos fechados. As corridas desenrolam-se, em regra, em distâncias longas, em provas conhecidas como corridas de 'endurance' (ou corridas de resistência). Os carros são conduzidos por equipas de dois, três ou quatro condutores que se revezam de vez em quando. Devido às grandes diferenças entre os carros desportivos "normais" (vulgo GT's) e os protótipos de competição, uma única corrida envolve geralmente várias classes diferentes.
Nos Estados Unidos, organiza-se a IMSA SportsCar Championship, incluindo classes GT, GTS e duas classes de protótipos. Uma competição semelhante foi criada na Europa em 2004, com assinalável sucesso entre os concorrentes que preenchem grids com cerca de 50 carros denominada de Campeonato Mundial de Endurance da FIA.
Corridas famosas de carros de desporto são, por exemplo, as 24 Horas de Le Mans, as 12 Horas de Sebring, os 1 000 km de Monza, 24 Horas de SPA, 1 000 km de Nürburgring, 24 Horas de Daytona e a Mil Milhas Brasileiras.
A FIA organiza um campeonato, chamado de FIA GT, com  carros divididos em 4 classes GT1, GT2, GT3 e NGT.

### Corridas de stock cars

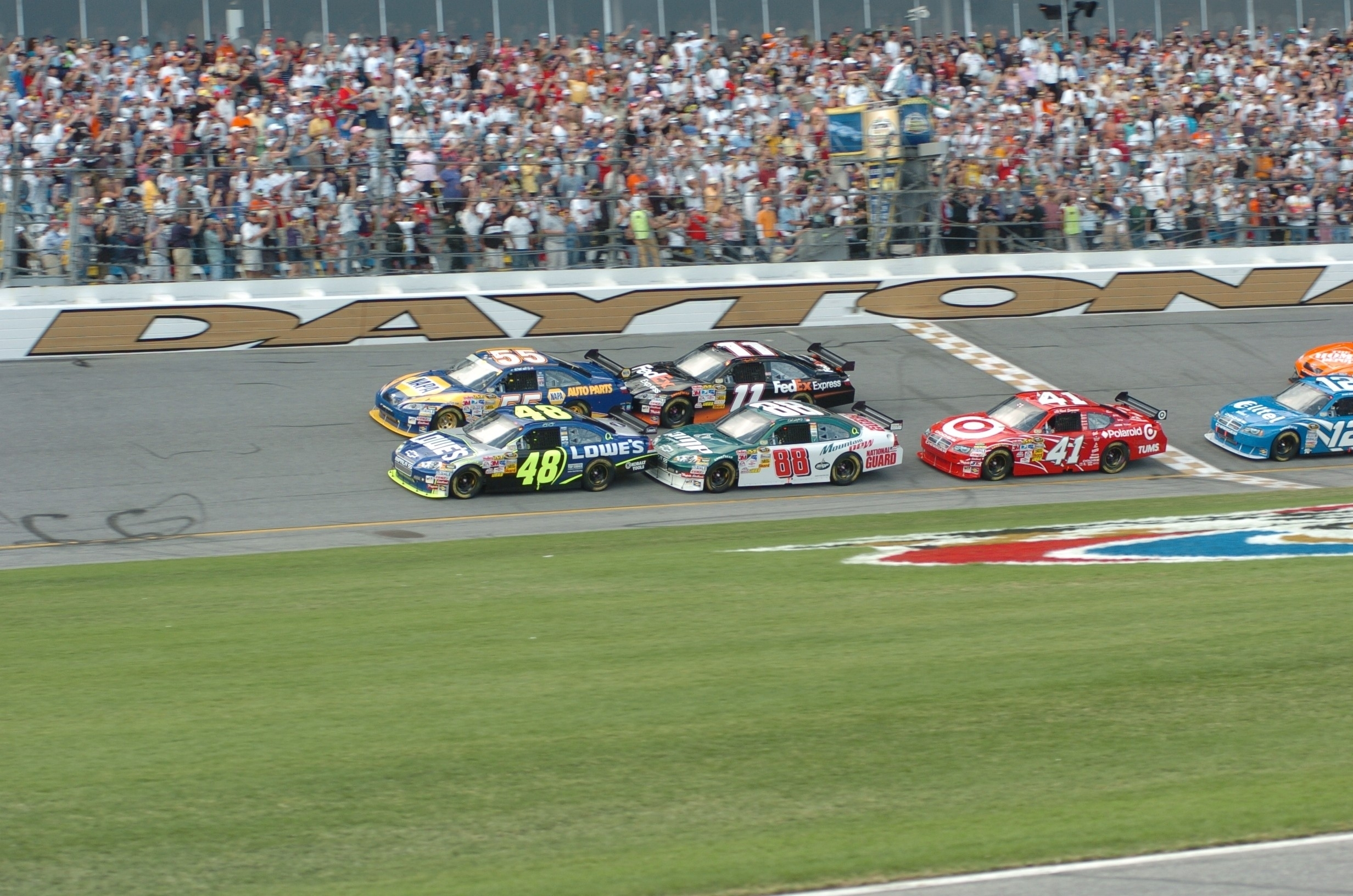
Daytona 500 de 2008, principal corrida da NASCAR

Em seu conceito original, as corridas de stock cars consistiam em competições em que se usavam carros comuns sem nenhuma adaptação para corridas, contudo hoje em dia este termo não se designa a essas competições, já que os carros de stock cars são projetados exclusivamente para corridas, esse tipo de corrida é popular principalmente nos Estados Unidos, contudo existem categorias expressivas no Canadá, Brasil, Argentina, no México, na Grã-Bretanha e na Oceania, a principal característica dessa competição é o uso de circuitos ovais (de terra ou asfalto) para as corridas.
A maior categoria de stock cars é a NASCAR, a sua série principal é a NASCAR Sprint Cup Series, e a mais famosa corrida da série é a Daytona 500. A organização NASCAR também organiza a Nationwide Series (uma liga inferior de stock cars) e a Camping World Truck Series, de pickup, além de sancionar outras categorias menores regionais nos Estados Unidos.
A NASCAR organiza ainda a série Featherlite de carros "modificados", com carros muito modificados a partir da estrutura básica dos stock cars, através da adição de motores poderosos, pneus largos e chassis leve de rodas livres. Mas a série mais antiga da NASCAR continua a ser a que tem maior apelo junto do público. No Brasil, a principal categoria é a Stock Car Brasil e na Argentina a Turismo Carretera.

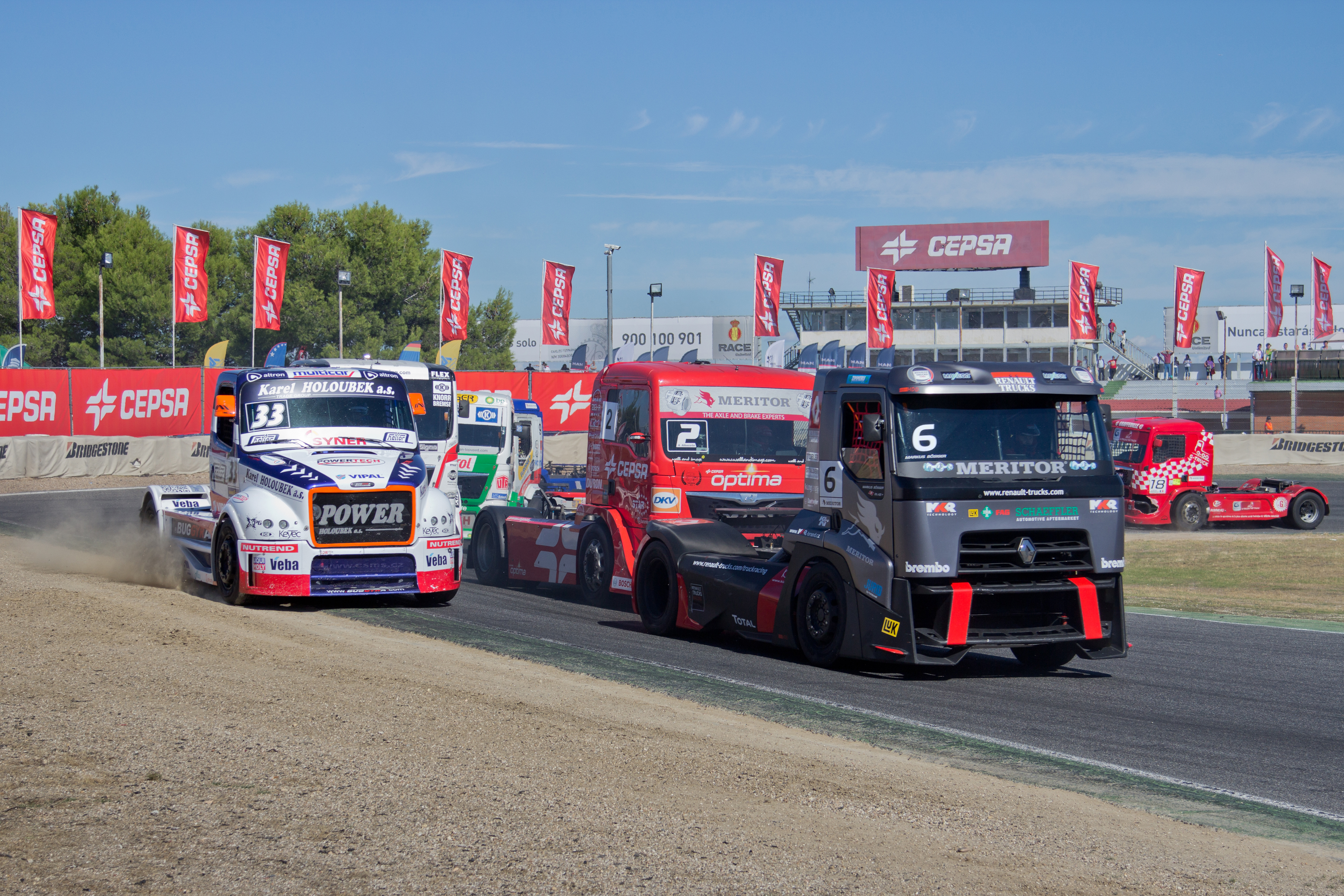
GP espanhol de 2013

### Corridas de caminhões
Consiste em corridas em circuitos fechados, em pisos de asfalto ou terra, disputadas apenas por caminhões (apenas a parte motorizada), cujo objetivo é efetuar um determinado número de voltas no menor tempo.
No Brasil, tal modalidade é representada pela Copa Truck, um aprimoramento da extinta 1ª Copa Brasil de Caminhões, ocorrida na cidade de Cascavel, no Paraná, e que culminou com a morte de Jeferson Ribeiro da Fonseca.
Foi em 1993, ainda com o nome de Racing Truck, a categoria foi criada por Aurélio Batista Félix. O reconhecimento do trabalho veio em 1996, com a homologação da categoria e a criação do Campeonato Brasileiro de Fórmula Truck.

### Corridas lineares

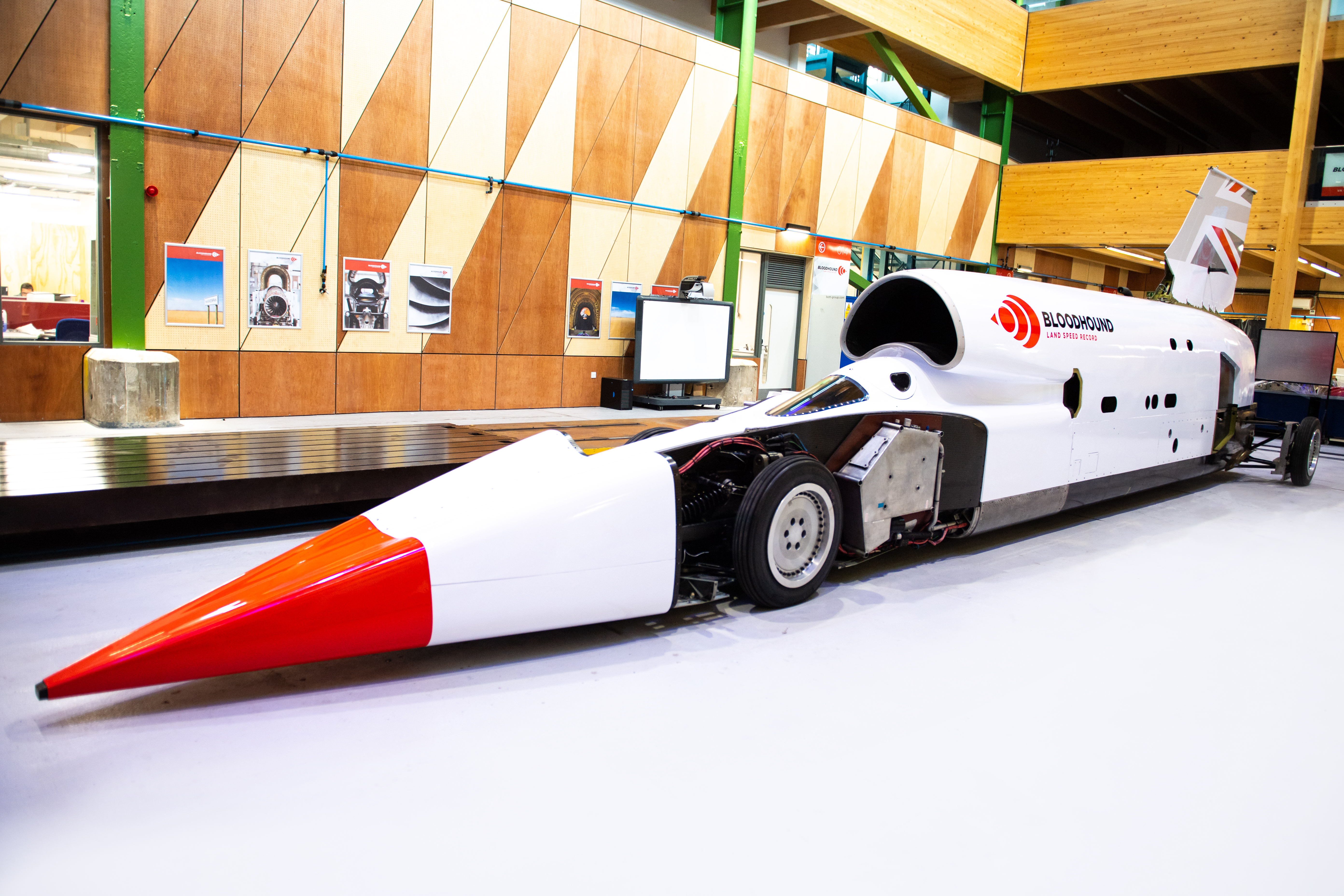
Carro-foguete Bloodhound SSC

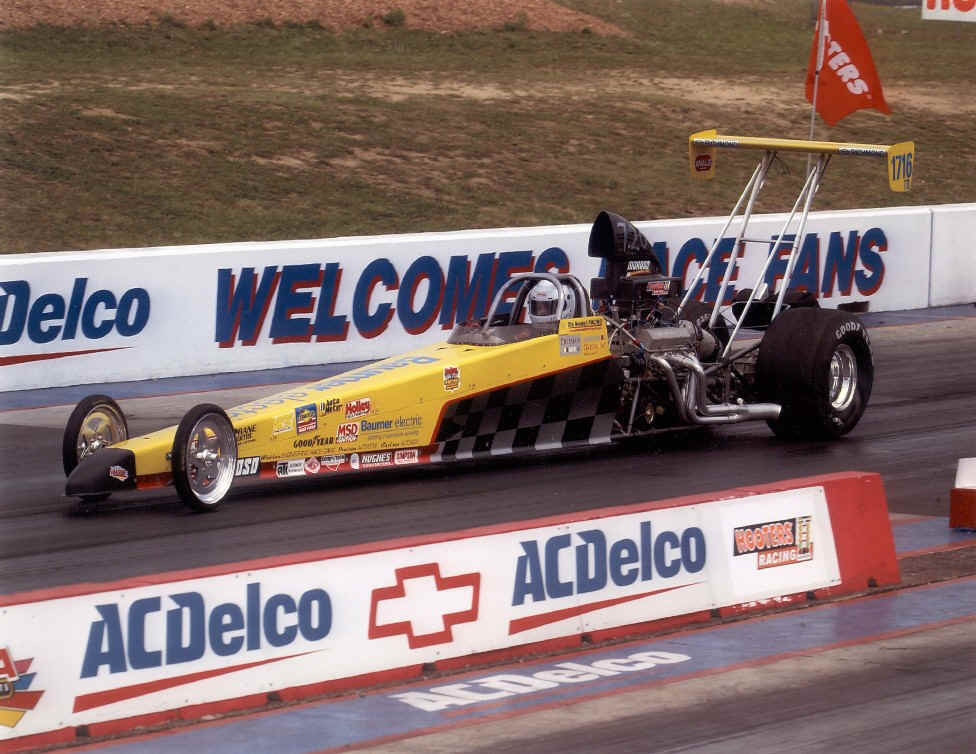
Carro de dragster

Nas corridas lineares (drag racing), ou também conhecidas como corridas de arrancada, o objetivo é completar uma certa distância, tradicionalmente um quarto de milha (1 320 pés ou 402 m), no mais curto espaço de tempo possível. Os veículos utilizados variam entre o carro de todos os dias e o dragster. As velocidades e os tempos diferem, naturalmente, de classe para classe. Um carro vulgar pode completar os 402 m em 15 segundos, ao passo que um dragster poderoso pode cobrir a mesma distância em 4,5 segundos e atingir 530 km/h (330 m/h). As corridas lineares foram iniciadas, enquanto desporto, por Wally Parks, no início dos anos 1950, por intermédio da NHRA (National Hot Rod Association), que é o maior corpo organizativo do desporto automóvel no mundo inteiro. A NHRA foi formada com o objetivo de afastar as pessoas das corridas de rua. Corridas de rua ilegais não são corridas lineares.
Ao acelerar até aos 530 km/h, um dragster poderoso puxa 4,5 g de aceleração, e quando os travões e os paraquedas estão em ação, o condutor experimenta uma aceleração negativa de 4g (mais do que os tripulantes do vaivém espacial). Um único dragster pode ser ouvido a 13 km, e pode gerar uma leitura sismográfica de 1,5 - 2 na escala de Richter. (dados dos NHRA Mile High Nationals de 2001, e de testes realizados em 2002 pelo Centro Nacional de Sismologia dos EUA.)
As corridas lineares realizam-se frequentemente em competição direta entre dois carros, com o vencedor de cada ronda a passar à ronda seguinte. Nas classes profissionais é sempre o primeiro a chegar à meta que ganha. Nas classes amadoras, existe um handicap (aos carros mais lentos é dada uma vantagem) que usa um índice, e os carros que correm mais rapidamente que o seu índice permite, "rebentam" e perdem.
As corridas lineares são populares principalmente nos Estados Unidos.

### Corridas de carros clássicos

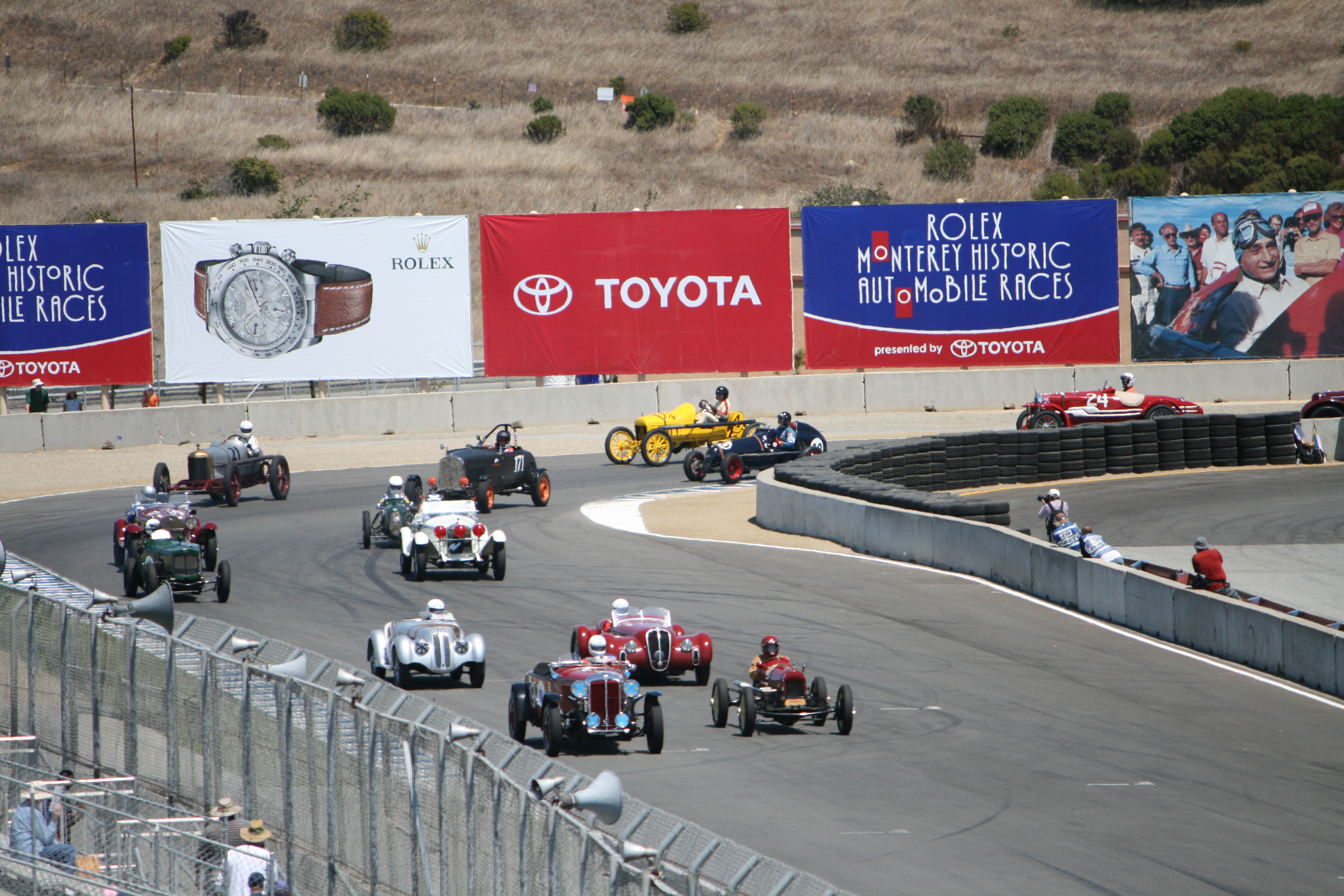
Corrida de carros clássicos em Laguna Seca.

Modalidade em franca expansão, as corridas para carros clássicos reúnem veículos que fizeram a história do automobilismo desportivo entre o final da Segunda Guerra Mundial e meados dos anos setenta.
O regulamento varia de país para país, mas normalmente rege-se pelo Anexo J da época dos carros, ou pelo mais restritivo Anexo K, concebido exclusivamente para este tipo de competições.
Actualmente entre outras provas, disputa-se um campeonato internacional de Fórmula 1 (TGP), um outro para protótipos de Grupo C, outro para protótipos e GT's anteriores a 1980 e ainda inúmeras outras competições que vão dos carros de turismo até aos Rallyes.
As mais importantes competições de Clássicos na Europa são sem dúvida as 24 Horas de Le Mans Classic e o circuito de Goodwood, onde desde o público aos mecânicos e comissários, todos têm que fazer parte do cenário, sendo obrigatório envergar uma indumentária da época das corridas disputadas.
Em Portugal disputam-se dois campeonatos de velocidade para clássicos (CNVC e TNCV) divididos em inúmeras subclasses, entre as quais a "Taça 1300". O CNVC é dominado pelos Ford Escort RS com motor Cosworth BDG e pelos Porsche Carrera RSR. O TNCV é o feudo dos antigos protótipos de Grupo 5, aparecendo carros tão espectaculares como os Lola T70 Chevy V8, March 74S, Lola T282, Lola T212, Chevron B19 e B21.
Existe também um campeonato nacional de ralis para clássicos e ainda um elevado número de ralis de regularidade para viaturas clássicas.

### Corridas de carros de turismo

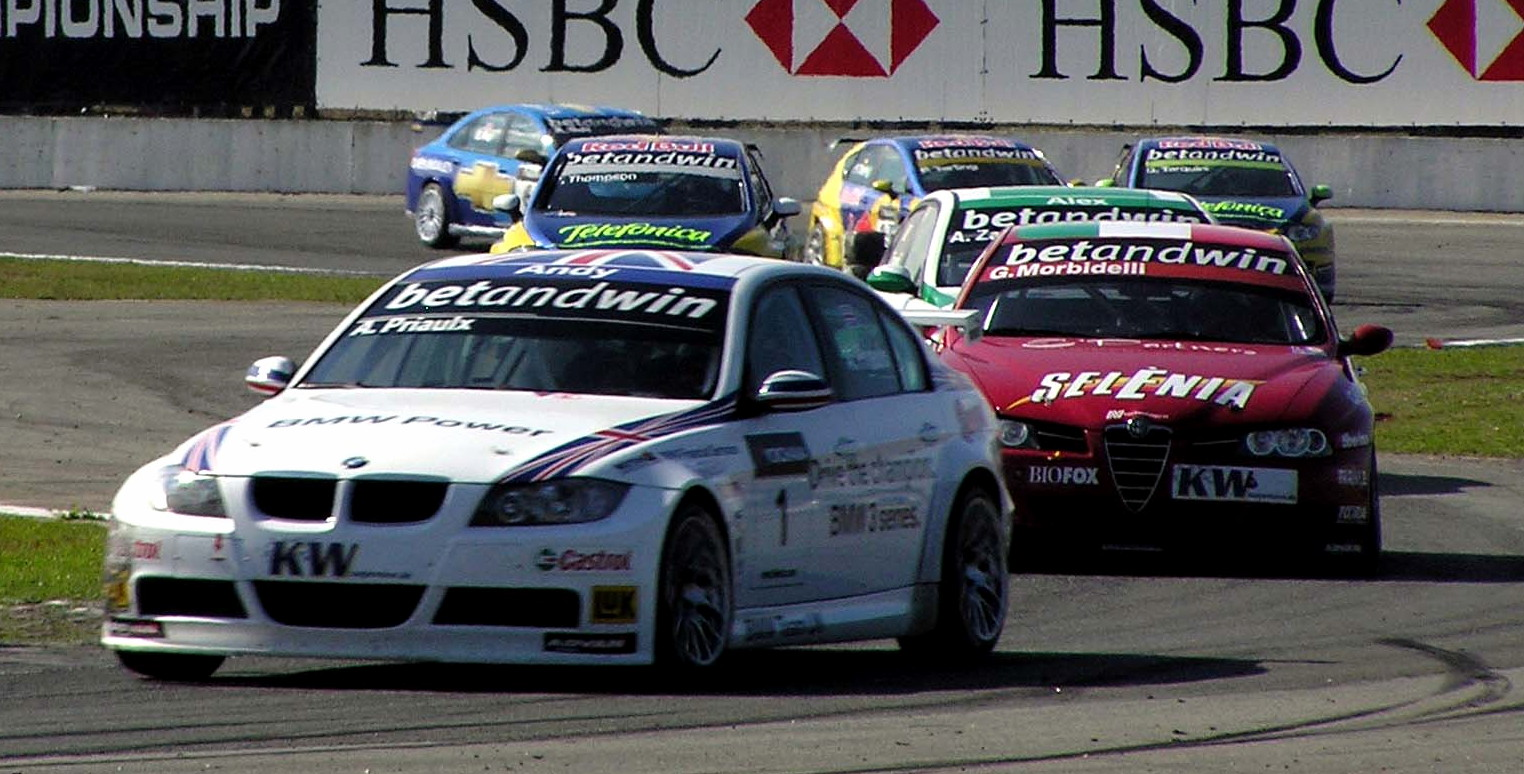
WTCC, categoria de carros de turismo

Tal como nos ralis, nas corridas de carros de turismo competem carros de produção altamente modificados mas, ao contrário do que acontece em ralis, no turismo os carros correm ao mesmo tempo, uns contra os outros, geralmente em circuitos fechados.
Existe um campeonato internacional de carros de turismo, o Campeonato Mundial de Carros de Turismo (WTCC, World Touring Car Championship) e a maior parte dos países têm os seus próprios campeonatos nacionais. Entre os mais conhecidos contam-se o British Touring Car Championship (BTCC, Campeonato Britânico de Carros de Turismo), o Deutsche Tourenwagen Meisterschaft (DTM, Campeonato Alemão de Carros de Turismo), Stock Car V8 no Brasil e os V8 Supercars (V8 Supercarros) na Austrália.
No Brasil há o Campeonato Brasileiro de Turismo, juntamente (talvez até à sombra) com a Stock Car.

### Corridas de Drift

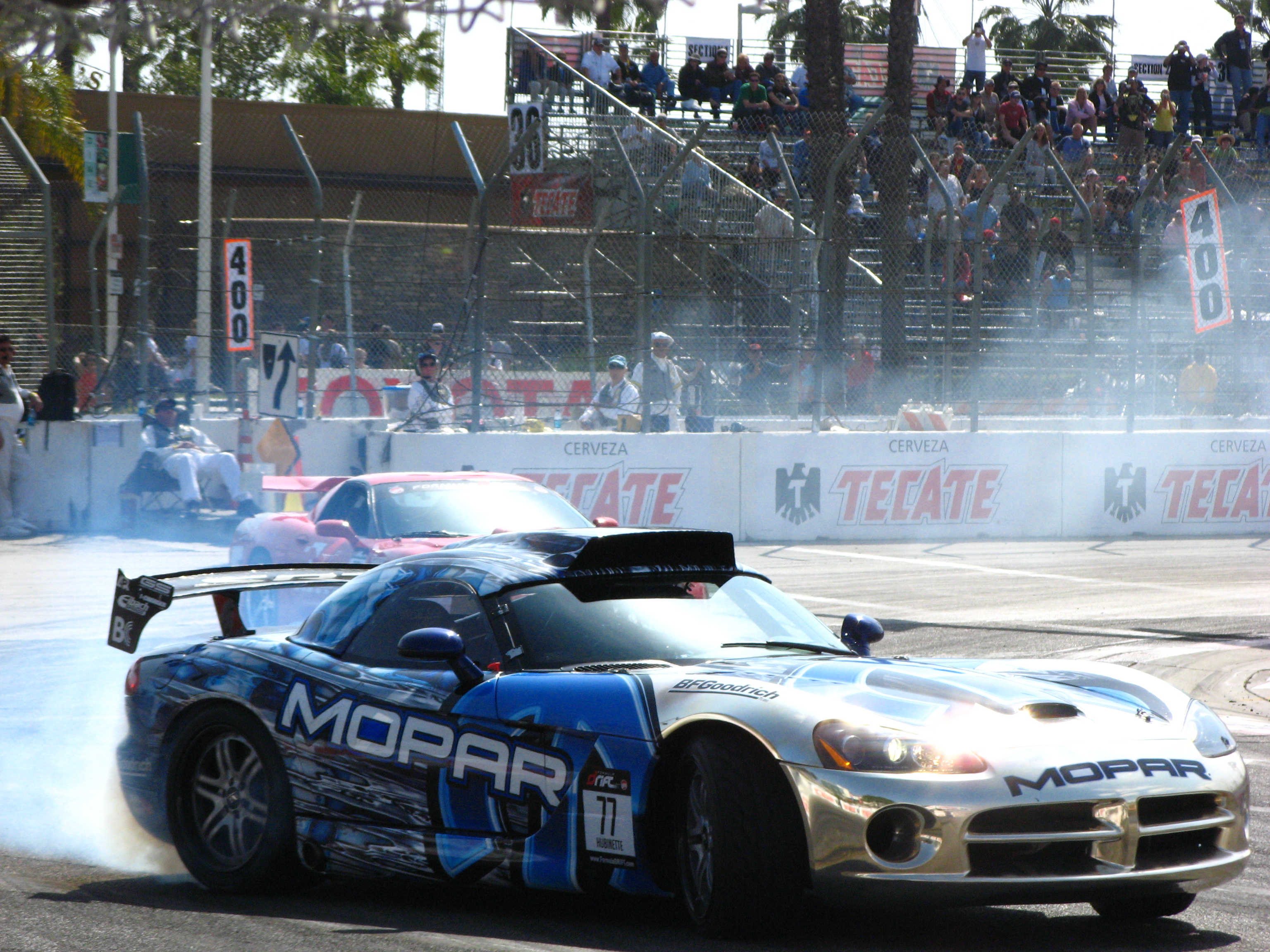
Campeonato de drift

Neste tipo de corridas, o objetivo é fazer deslizar a traseira do carro de forma controlada, sendo cada piloto avaliado em diversos parâmetros: velocidade máxima atingida, ângulo médio de deslize, a proximidade aos pontos de aproximação, a distância ao carro da frente, entre outros. Este tipo de corridas surgiu no Japão onde é uma modalidade bastante popular, tendo-se tornado globalmente conhecida após filmes como The Fast and the Furious: Tokyo Drift (no Brasil: Velozes e Furiosos: Desafio em Tóquio / em Portugal: Velocidade Furiosa - Ligação Tóquio). Um dos campeonatos de drift mais reconhecidos pelo mundo é a Fórmula Drift.

## Karting

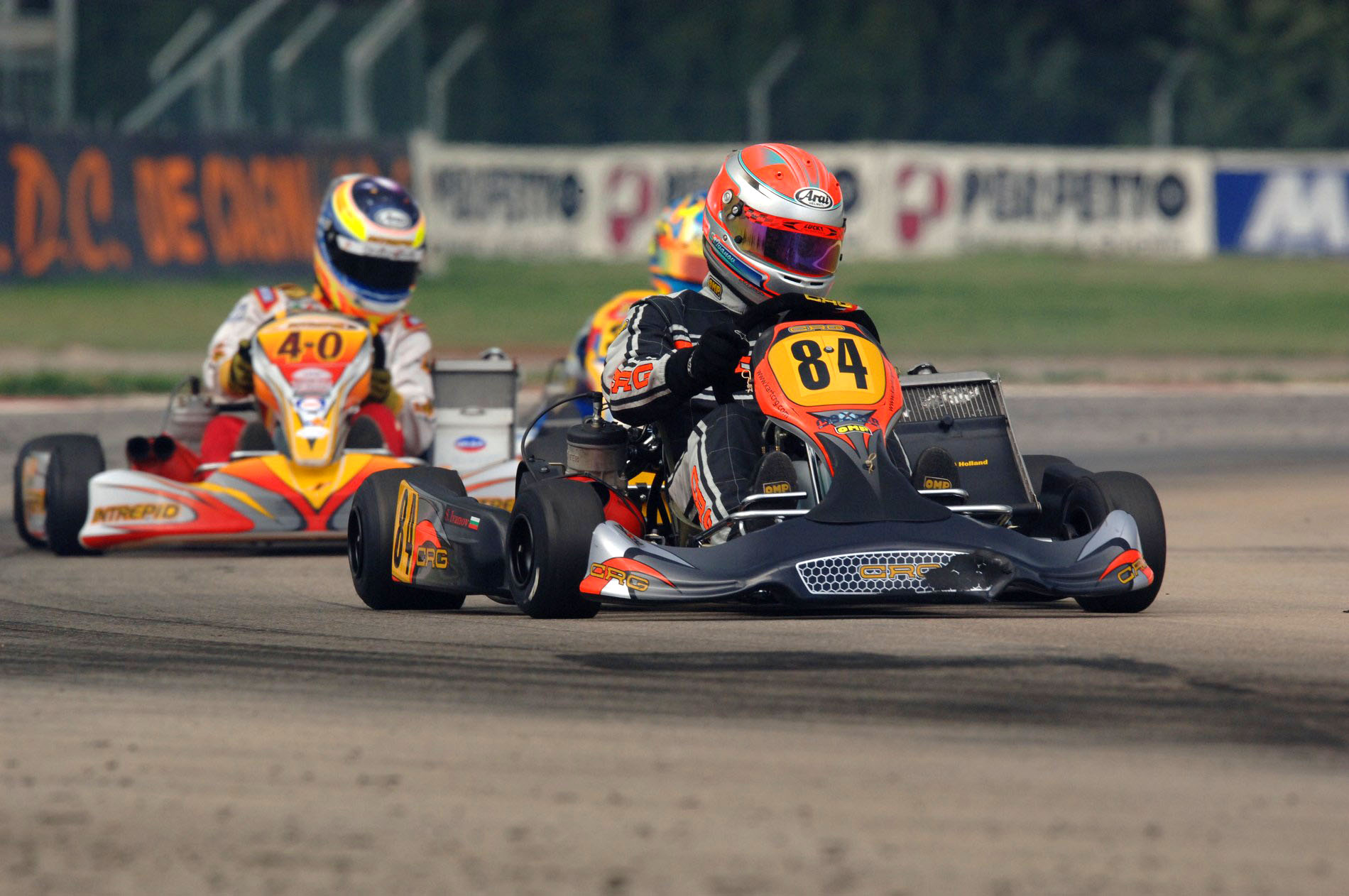
Corrida de karts

O karting é a categoria mais elementar do automobilismo pelo facto dos veículos (karts) serem preparados a baixo custo especificamente para corridas. Por ser pequeno, chama a atenção de crianças e por isso pode ser considerado a porta de entrada dos pilotos profissionais no desporto sendo a categoria de base do automobilismo. O karting é também famoso por atrair amantes do automobilismo. As corridas acontecem em kartódromos, pistas específicas para a prática do karting.

## Acidentes
Desde o começo das competições, acidentes são comuns no automobilismo, os mais conhecidos deles foram a Tragédia de Le Mans em 1955 e o Grande Prêmio de San Marino de 1994 quando morreu o piloto Ayrton Senna, entre outros acidentes.

## Principais corridas
Dentre os principais eventos automobilísticos se destacam o Grande Prêmio de Mônaco (Fórmula 1), 500 Milhas de Indianápolis (IndyCar Series), Daytona 500 (NASCAR), 24 Horas de Le Mans (Turismo/Endurance - WEC), 24 Horas de Daytona (Turismo/Endurance - IMSA), Rali Dakar (Rali), Bathurst 1000 (V8 Supercars), entre outras.

## Desportos a motor nos Jogos Olímpicos
Da era moderna dos Jogos Olímpicos, o esporte a motor fez parte apenas duas vezes: a primeira, na edição de Paris, em 1900, na forma de um conjunto de demonstrações de diversas modalidades; a segunda – e única oficial -, oito anos mais tarde, em Londres, que envolveu três eventos de motonáutica.
Em 2003, a Federação Internacional do Automóvel (FIA) recusou-se a assinar o Código Mundial Anti-doping, o que quebrou de vez a relação do Comité Olímpico Internacional (COI) com a FIA.
Em 2011, a FIA, através da figura de seu presidente, Jean Todt, conseguiu voltar a estreitar relações com o COI, manifestando-se a favor das regras do comitê, incluindo o Código Mundial Anti-doping.
No dia 9 de dezembro de 2011, em carta assinada pelo presidente da entidade olímpica, Jacques Rogge, o automobilismo recebeu o reconhecimento provisório do Comitê Olímpico Internacional. O documento tem validade de dois anos. Durante este período, a FIA terá que seguir algumas diretrizes, como garantir o desenvolvimento esportivo no mundo, e fortalecer regras para a prática do esporte, e criar uma comissão de atletas, para que o reconhecimento definitivo do COI possa ser dado novamente ao automobilismo.
Em 11 de janeiro de 2012, a Federação Internacional de Automobilismo (FIA) foi reconhecida pelo Comitê Olímpico Internacional (COI) como uma federação esportiva e assinou a Carta Olímpica. Apesar disso, porém, o então presidente do COI, Jacques Rogge, descartou qualquer possibilidade de integrar o automobilismo aos Jogos Olímpicos. No seu entender, “o conceito que temos é que os jogos são competições entre atletas e não entre equipamentos. Apesar de haver um enorme respeito pelas corridas de carro, elas não serão incluídas no programa olímpico”, explicou. Mas, além disso, o maior entrave para que o automobilismo entre no programa dos jogos é o fato de não ser praticado por muitas mulheres. Segundo a Carta Olímpica, que foi assinada pela FIA, "para entrar no programa olímpico, a modalidade deve ser praticada por homens em pelo menos 75 países, em quatro continentes diferentes, e por mulheres de 40 países, em três continentes distintos".